# Governadorato de Reval
| Governadorato do Império Russo                                   |                        |   |
| \| ← \| 1721 — 1917 \| → \|                                      |                        |   |
| Um detalhe de um mapa de 1790 mostrando os limites da "Estônia". |                        |   |
| Capital                                                          | Reval                  |   |
| História                                                         |                        |   |
| - Criação (de facto)                                             | 9 de junho de 1719     |   |
| - Criação (de jure)                                              | 10 de setembro de 1721 |   |
| - Renomeado                                                      | 1796                   |   |
| - Concedido autonomia                                            | 12 de abril de 1917    |   |
| ←                                                                | 1721 — 1917            | → |

Governadorato de Reval (Ревельская губерния ou Revelskaya guberniya) foi um  governadorato do Império Russo. Recebeu o nome da cidade de Reval, atualmente conhecida por Tallinn, foi criado em 1719 a partir dos territórios conquistados da Suécia na Grande Guerra do Norte. O ex-domínio da Estônia sueca foi formalmente cedida à Rússia pelo Tratado de Nystad em 1721. Enquanto que o governo dos reis suecos havia sido bastante liberal, com uma maior autonomia concedida aos camponeses, sob o regime da Rússia Czarista ele foi repressivo e a servidão só foi abolida em 1819.
O governadorato consistia da parte norte da atual Estônia, correspondendo a aproximadamente a Harjumaa, incluindo a cidade de Tallinn, a Virumaa Ocidental, a Virumaa Oriental, as regiões de Rapla, Järva, Lääne e Hiiu. Durante a reordenação administrativa subseqüente, o governadorato foi renomeado em 1796 para Governadorato da Estônia (Эстляндская губерния ou Estlyandskaya guberniya), que em 12 de abril de 1917 (30 de março no calendário gregoriano) foi expandido para incluir o norte da Livônia e após isto, ele ficou correspondendo ao atual território da Estônia. 
O Governadorato de Reval, posteriormente Governadorato da Estônia foi uma das três províncias bálticas do Império Russo juntamente com a Livônia e a Curlândia. Depois da Revolução Russa de 1917, sua capital Tallinn permaneceu sob o controle soviético até 24 de fevereiro de 1918, quando foi declarada a independência estoniana. 